# Henry Ford

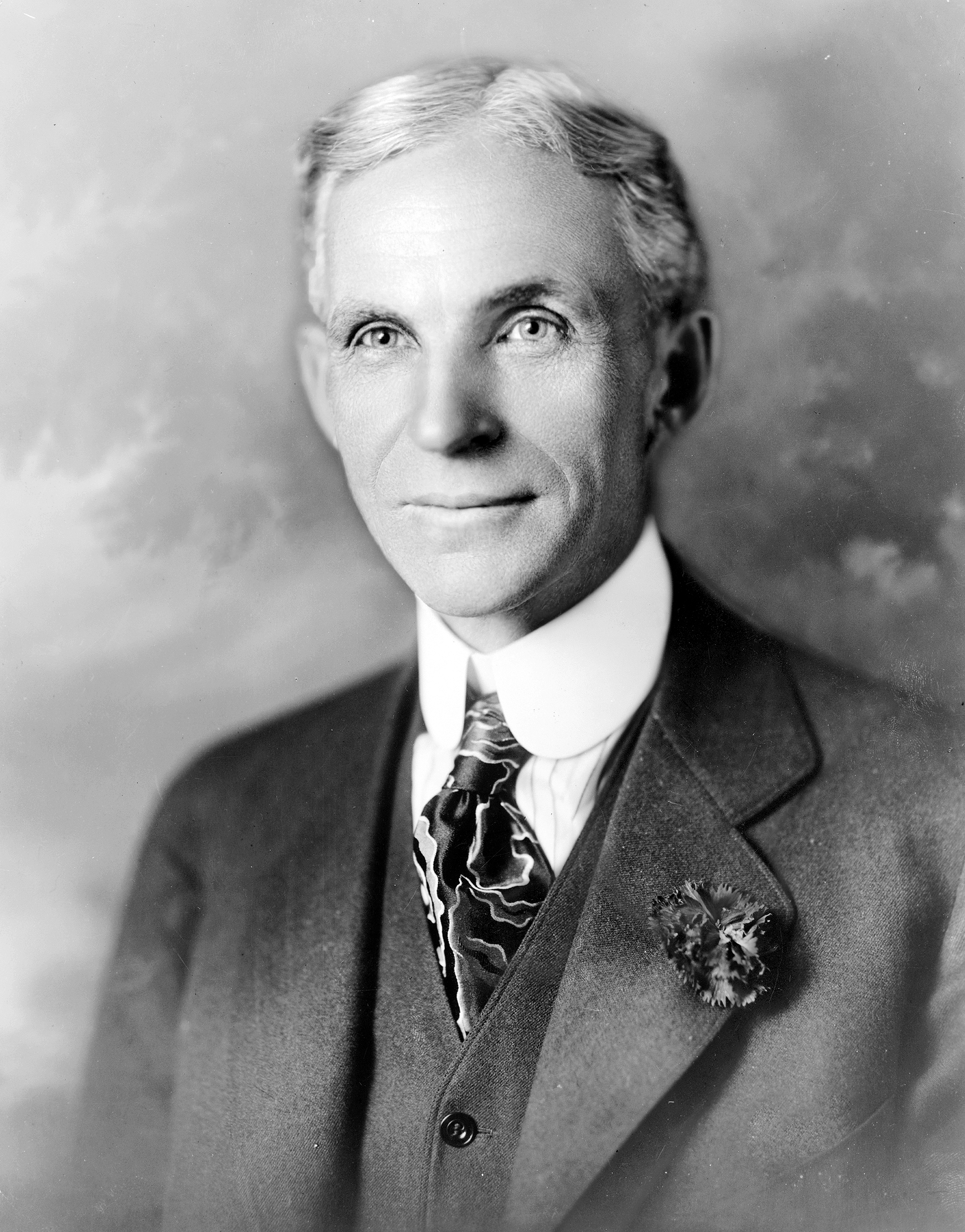
Henry Ford in 1919. Prints and Photographs Division, Library of Congress

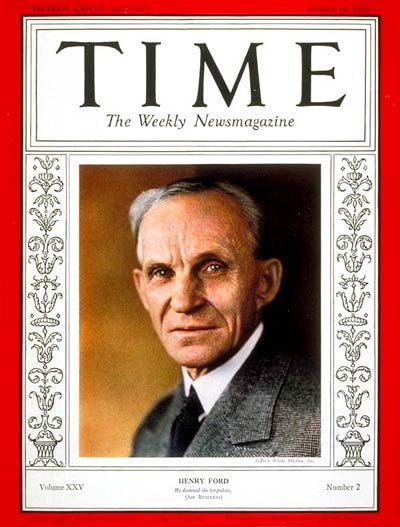
Henry Ford op de cover van de Time in 1935.

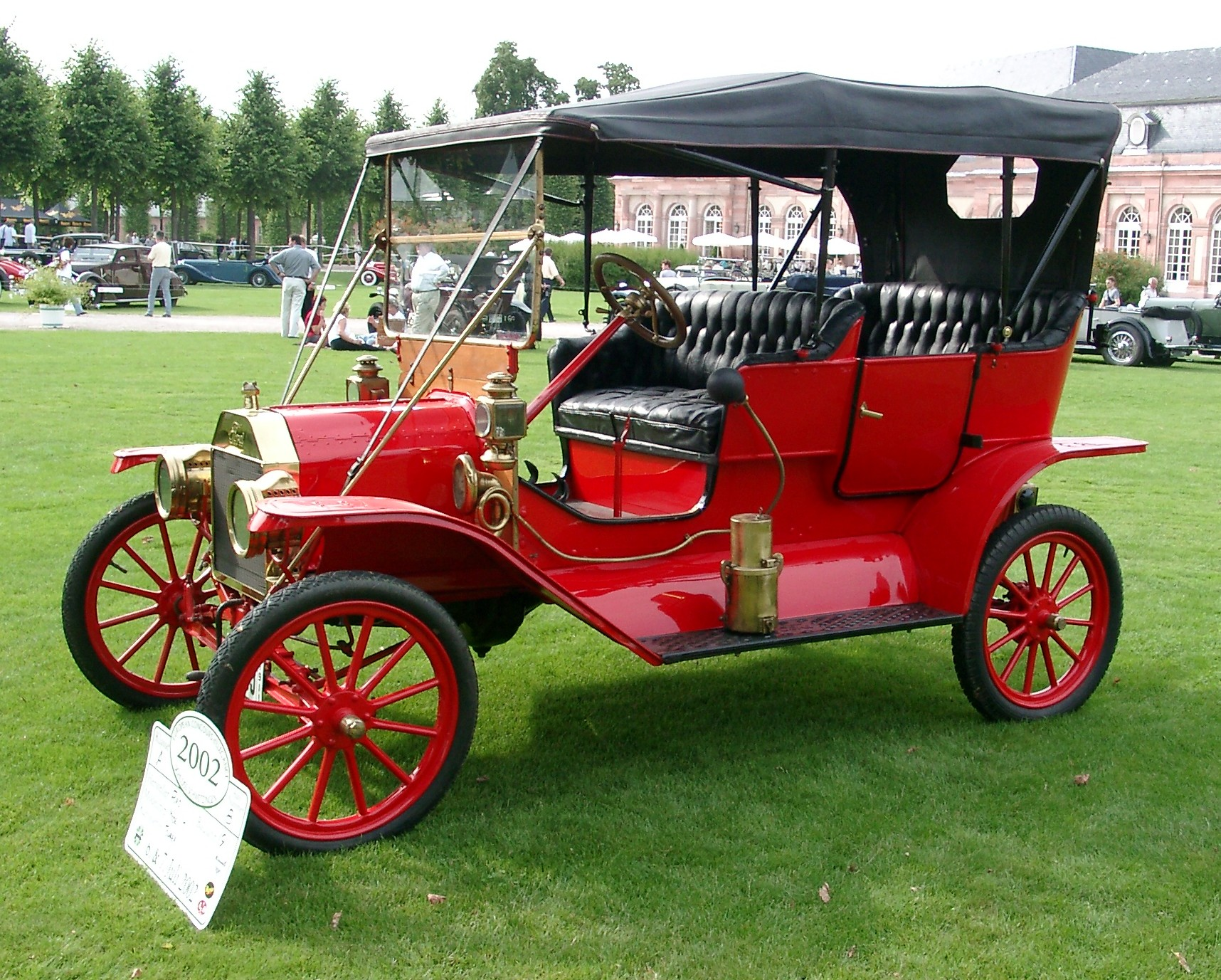
Zijn geesteskind, de Ford Model T.

Henry Ford (Wayne County (Michigan), 30 juli 1863 – Dearborn (Michigan), 7 april 1947) was een Amerikaanse industrieel. Zijn moeder was van Belgische afkomst.
Ford begon in 1903 zijn autofabriek. Zijn eerste auto produceerde hij reeds in 1896.

## Levensloop

### Jeugdjaren
Henry Ford had een bijzondere aanleg voor techniek. Hoewel zijn vader vond dat hij beter boer kon worden, koos Henry voor de techniek. Na de dood van zijn moeder Mary Ford, in 1876, zag Henry iets dat zijn leven zou veranderen. Hij zag een wagen die voortbewoog zonder paarden. Een stoommachine zorgde voor de aandrijving. Twee jaar later, in 1878, verliet hij het huis van zijn ouders en nam als 15-jarige jongen een baantje. Hij werkte als leerling in een smidse in Detroit waar stoommachines werden gerepareerd. Met zijn loon van $ 2,50 per week kon hij niet rondkomen en hij nam er nog een baantje bij. Als tweede baan repareerde hij bij een juwelier horloges. Hiermee verdiende hij 50 cent per week extra. 50 jaar later had hij als autofabrikant 658 miljoen dollar verdiend aan netto winst.

### Eerste auto
Toch keerde Ford terug naar het boerenland. Vader Ford bood hem 18 hectare grond aan indien hij de techniek af zou zweren. Dat moest namelijk een hobby blijven. Toch zou hij niet lang boer blijven. In 1891 ging de toen 28-jarige Henry Ford aan het werk bij Edison Illuminating Company, een bedrijf dat Detroit van elektriciteit voorzag. In 1893 wist Ford een eigen cilindermotor te bouwen, die hij op kerstavond aan zijn vrouw Clara demonstreerde op het keukenaanrecht.
In 1896 bouwde hij zijn eerste auto: de Quadricycle. De bouw nam een aantal jaren in beslag omdat Ford veel onderdelen zelf moest maken. Fords eerste auto was voorzien van vier fietswielen, vandaar de naam Quadricycle (= vierwieler; in tegenstelling tot bicycle = tweewieler, oftewel 'fiets'). Het wagentje woog slechts 225 kilo en had een tweecilindermotor. De eerste Quadricycle verkocht hij voor $ 200. Hij bouwde een tweede en later nog een derde.
Intussen was Ford bij de Edison Illuminating Co. bevorderd tot chef-ingenieur. De directie probeerde hem over te halen zich alleen op elektriciteit te concentreren maar Ford wilde met auto's doorgaan.

### Ford Motor Company
Ford richtte in 1899 de Detroit Automobile Company op, die al snel failliet ging. Ook met de Henry Ford Company die hij daarna oprichtte (1901), wist hij de markt niet te veroveren en de aandeelhouders dwongen hem het bedrijf te verlaten. Pas met zijn derde bedrijf, de Ford Motor Company (1903) had hij succes. Dit bedrijf richtte Ford op met steenkolenhandelaar Alexander Y. Malcomson, de gebroeders John en Horage Dodge en nog acht anderen.
De eerste auto was een Model A die toen $ 750 moest kosten. Daarmee was de auto $ 100 duurder dan de Oldsmobile (het eerste serieproduct in de Amerikaanse auto-industrie). Dat bedrijf (Olds Motor Works) verkocht in 1903 rond de 4000 auto's, 1500 méér dan in 1902. Vanaf dat moment begon de vraag naar auto's te groeien en Ford profiteerde daar van mee. Er werden bijna 1700 A-Fords gemaakt. De totale autoproductie in Amerika verdubbelde dat jaar naar 22.400 auto's. In dat jaar begon Ford echt mee te tellen omdat de tweecilinders van Ford maar weinig duurder waren dan Olds' eencilinders.
In 1904 reed Henry zijn eigen ontworpen racewagen (de 999) op het bevroren meer van St. Clair bij Detroit en zette toen het wereldsnelheidsrecord op 147 kilometer per uur. Dat kwam uitgebreid in de kranten.
Het jaar 1906 bracht een tegenslag. George Selden, een slimme advocaat, had in 1878 een patent aangevraagd op de automotor en eiste daarom patentrechten van alle autofabrikanten, ook van Ford. Maar Ford bouwde zijn eigen motoren en wilde niet betalen. Dat had in 1903 al tot een proces geleid. Selden had zelf echter helemaal geen rijdende auto en moest er dus een gaan bouwen. Op 19 mei 1906 kwam hij met een eigen model op de proppen en in 1909 werd hij door de rechtbank in het gelijk gesteld. Maar Ford ging in hoger beroep en won uiteindelijk in 1911, een jaar voor het patent zou aflopen. De concurrenten hadden Selden al die jaren gewoon betaald. Het gewonnen hoger beroep werd door Henry Ford zelf als een van de grootste overwinningen in zijn loopbaan beschouwd.
Maar er zouden meer overwinningen komen: de snelle groei van zijn fabriek, de goede verkopen van de Ford Model T, en de strijd tegen de gebroeders Dodge om alle aandelen in eigen handen te krijgen.

### Massaproductie

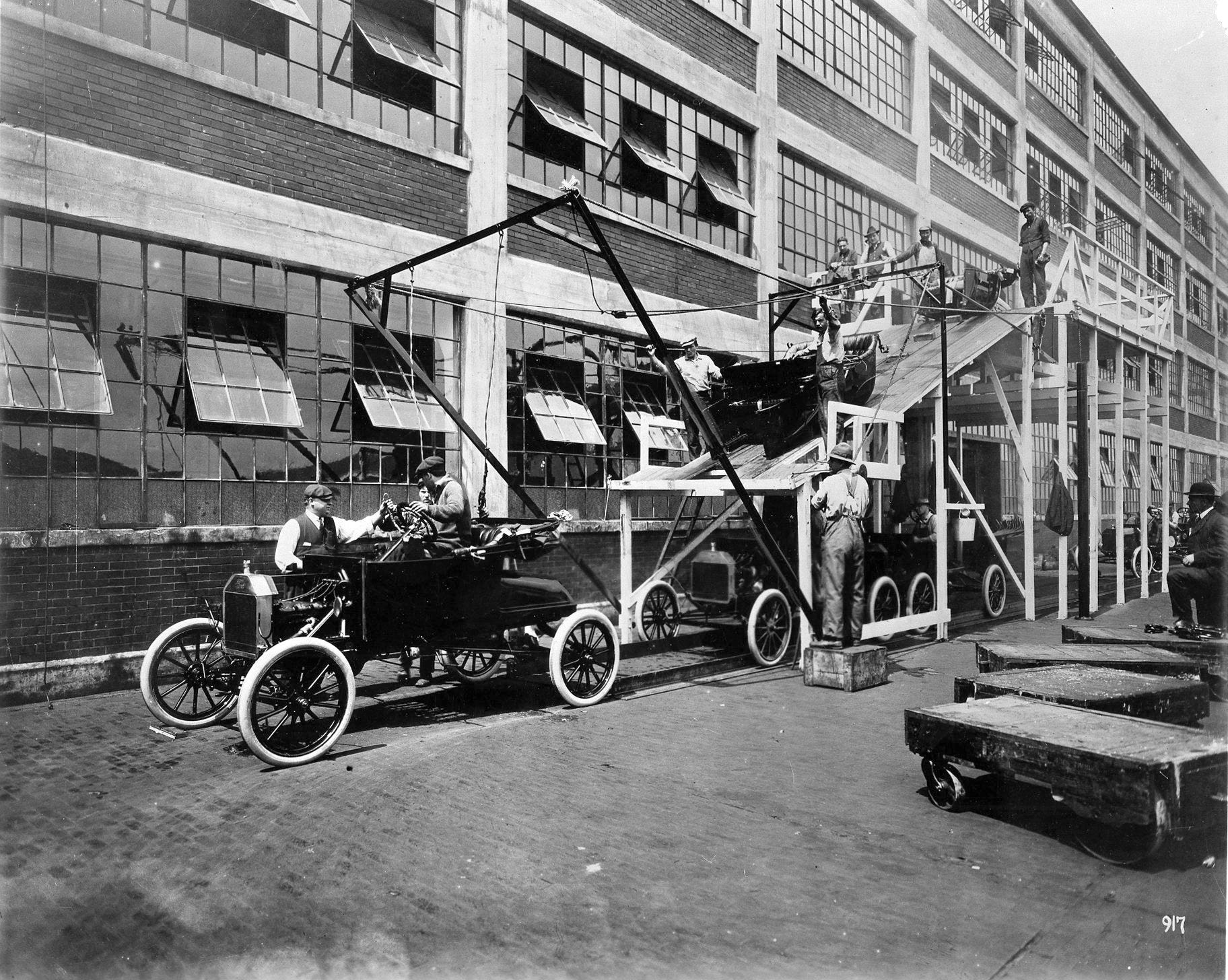
Ford assemblagelijn in 1913. Met de introductie van de lopende band werd voor het eerst massaproductie van een auto mogelijk.

Omstreeks 1908 brak er een nieuw tijdperk aan. Tot dat moment was een auto alleen iets voor de rijkelui. Auto's werden luxueuzer en de fabrikanten van toen waren er al achter gekomen dat ze meer winst konden maken op duurdere auto's dan op goedkopere. Daarom eisten de aandeelhouders van Ford dat Henry ook een zescilinder zou bieden. Maar Henry had een beter plan.
In 1908 kwam de Ford Model T op de markt, een praktisch ingesteld vervoermiddel met ruimte achterin "zodat men er een paar melkbussen kan neerzetten", zei Ford. Technisch was het model goed bij de tijd met een 2,9 liter viercilindermotor waarvan de cilinderkop uit één geheel bestond, met één centraal oliecarter voor de smering en met een dynamo. De wagen werd aangezwengeld met een slinger want een startmotor had hij nog niet. De eerste modellen hadden zelfs geen voorruiten. Pas later kwamen er auto's met voorruiten maar zonder ruitenwissers. Pas tegen het einde van de productietijd (rond 1923) kwam er een Ford Model T met een gesloten carrosserie.
In het begin (1908) kostte de Ford Model T $ 850, en die prijs ging naar $ 950 in 1910. Maar eind 1910 kwam een geweldige prijsverlaging. De Ford Model T werd leverbaar vanaf $ 680. Dit kwam doordat Ford de fabriek verhuisde naar een nieuw terrein op Highland Park. Hier introduceerde Ford 'De lopende band'. Op die manier werd de efficiëntie verhoogd. Waar vroeger één werknemer een motor in elkaar zette, werd dit werk nu verdeeld. Dit was tevens de basis voor een aantal theorieën (het fordisme genaamd) over productie en werkorganisatie. In zijn boek "Mijn leven en werk" legde Henry Ford uit:
"Het in elkaar zetten van de motor, vroeger door één man gedaan, is nu verdeeld in 84 afzonderlijke bewerkingen. Deze 84 mannen doen het werk dat vroeger 250 mannen deden."
Ook introduceerde Henry de 5 dollar-dag. Deze verving de werkdag van 9 uur (met een dagloon van $ 2,34, dat algemeen was) door een achturige werkdag met een loon van vijf dollar. Hierdoor liep het storm van sollicitanten op Highland Park, maar ouderen zagen het niet zo zitten want jongeren verdienden nu evenveel als zij. Ford gaf hierop heel simpel antwoord door te zeggen dat goede betaling goede werknemers oplevert en dat goed betaalde werknemers kunnen kopen wat zij willen, uiteindelijk ook een eigen Ford. En die Ford werd steeds goedkoper. In de zomer van 1914 ging de prijs omlaag naar $ 490 en beloofde Henry dat hij elke klant vijftig dollar terug zou geven als de fabriek een jaarproductie van 300.000 stuks zou bereiken.
In 1915 verhuisde Henry Ford de fabriek voor de tweede keer en wel naar een stuk grond aan de River Rouge in Dearborn. De grond alleen kostte Henry $ 700.000. Ford zorgde ook dat de fabriek alles zelf maakte, tot metaal en glas toe. Voor de fabriek werd 25 km aan wegen en 170 km spoorweg aangelegd. Tegen het einde van zijn productie (1924) kon je al een Ford Model T kopen voor $ 290.
Toen de Ford Model T in juni 1927 uit productie ging, waren er in totaal 15.007.033 stuks in Amerika gebouwd. Een record dat tot 1972 zou blijven staan, tot het gebroken werd door de Volkswagen Kever. De productie liep in andere landen nog enige tijd door en daarom werden later de productieaantallen opnieuw berekend. In totaal zijn er 15.458.781 Ford Model T's gebouwd.
De Ford Model T was 19 jaar in productie geweest. De enige auto die in die tijd ook zo lang in productie was, was de Rolls-Royce Silver Ghost. Maar dat merk had natuurlijk andere prioriteiten dan productieaantallen.
Voordat Ford de Ford Model T produceerde had hij al meerdere modellen gemaakt: van A tot en met S gingen ongeveer tien modellen de T voor.
In zijn autobiografie zei Ford over de Ford Model T dat deze auto in alle kleuren te verkrijgen was, zolang het maar zwart was (Any customer can have a car painted any colour that he wants so long as it is black.). Deze beperkte kleurenkeuze was overigens een direct gevolg van de vergroting van de efficiency door de introductie van de lopende band: daarvoor was de Ford Model T ook in andere kleuren leverbaar geweest.
In 1946 werd Henry Ford op grootse wijze gehuldigd vanwege het feit dat hij 50 jaar eerder zijn eerste auto bouwde. Nog geen jaar later stierf hij op 83-jarige leeftijd op zijn landgoed Fair Lane. Meer dan honderdduizend mensen kwamen in een defilé langs zijn baar. Het leek alsof een groot staatshoofd was heengegaan.

### Privéleven
Henry Ford trouwde met Clara Bryant in 1888. Uit het huwelijk ontsproot één kind, zoon Edsel Bryant Ford (1893-1943). Deze had vier kinderen, van wie de oudste, Henry Ford II, in 1947 president werd van de Ford Motor Company. Toen Henry Ford I eens gevraagd werd of hij zijn leven nog eens wilde overdoen, zei hij: "Geen enkel bezwaar, als het maar zou mogen met dezelfde vrouw."
Directe nakomelingen en zijdelingse verwanten (bijvoorbeeld president Gerald Ford) speelden later nog belangrijke rollen in de verdere geschiedenis van de VS.

## Antisemitisme
Henry Ford gaf vanaf 1919 de krant The Dearborn Independent uit. Deze krant publiceerde de, onder meer antisemitische, visie van Ford en publiceerde de Amerikaanse uitgave van de Protocollen van de wijzen van Sion (een door de geheime dienst van het Russische Rijk vervalst document waaruit zou moeten blijken dat 'de Joden' uit zijn op wereldoverheersing). De American Jewish Historical Society beschrijft de ideeën van Ford in de krant als "anti-immigrant, anti-arbeider, anti-drank, en anti-semitisch". Zijn opvattingen zoals geuit in columns bundelde hij in het boek The International Jew, the World's Foremost Problem. Articles from The Dearborn Independent (1920).
De autobiografie van Ford bevat ook veel antisemitische elementen. Hitler gebruikte veel van Fords ideeën in het boek Mein Kampf en was met name onder de indruk van de Amerikaanse methoden voor massaproductie. Bijgevolg was Ford op 30 juli 1938 de eerste ontvanger van het Grosskreuz des Deutschen Adlerordens, de hoogste nazi-onderscheiding voor buitenlanders, voor zijn inspanningen om auto's voor iedereen betaalbaar te maken.
De ambivalente houding van Ford ten opzichte van antisemitisme komt naar voren als hij in 1927 publiekelijk zijn excuses aanbiedt, beweert dat het om een vervalsing gaat en opdracht geeft om verdere uitgave stop te zetten. In 1938 heeft Ford een ontmoeting met een Detroitse rabbijn en ontkende sympathie voor het nazisme. Op 7 januari 1942 schreef hij een open brief aan de Anti-Defamation League, waarin hij Jodenhaat verwerpt en zijn hoop uitdrukt dat antisemitisme voor altijd zou eindigen.

## Trivia
- Henry Fords reactie op een adviseur die vroeg waarom hij 50.000 dollar per jaar betaalde aan iemand die het grootste deel van de tijd met zijn voeten op zijn bureau zat. "Omdat die man een paar jaar geleden met iets kwam dat me $2.000.000 bespaarde," antwoordde hij. "En toen hij dat idee had, stonden zijn voeten precies waar ze nu staan."
- Volgens een bekend verhaal liet Henry Ford het productieproces in zijn fabriek door een deskundige analyseren. Wekenlang liep de onderzoeker door het bedrijf om het productieproces tegen het licht te houden. Bij zijn terugkeer rapporteerde hij dat iedereen in het bedrijf optimaal presteerde, "behalve in één kamer in de hoek, daar zit een man de hele dag sigaren te roken en niets te doen." "Dat klopt," zei Ford, "die man ben ik."
- In de roman Brave New World uit 1932 van de Britse schrijver Aldous Huxley wordt een (toekomstige) samenleving beschreven waarin mensen aan de lopende band worden geproduceerd. In de religie van die samenleving wordt Ford als God vereerd.